# Kostel svatého Jana a Pavla (Dobrš)
Kostel svatého Jana a Pavla v Dobrši (často označovaný jako kaple) je kulturní památka v římskokatolické farnosti Čestice (dříve farnost Dobrš) v okrese Strakonice.
Kostel stojí na návrší asi 200 metrů východně od farního kostela Zvěstování Páně. Existence dvou od sebe jen nepatrné vzdálených kostelů v jedné osadě nemá v jihočeském prostředí obdoby. Lze proto předpokládat, že obě stavby sloužily rozličnému účelu. Kostel sv. Jana a Pavla byl snad součástí feudálního sídla. Tuto domněnku by mohl ověřit až archeologický průzkum.

## Historie

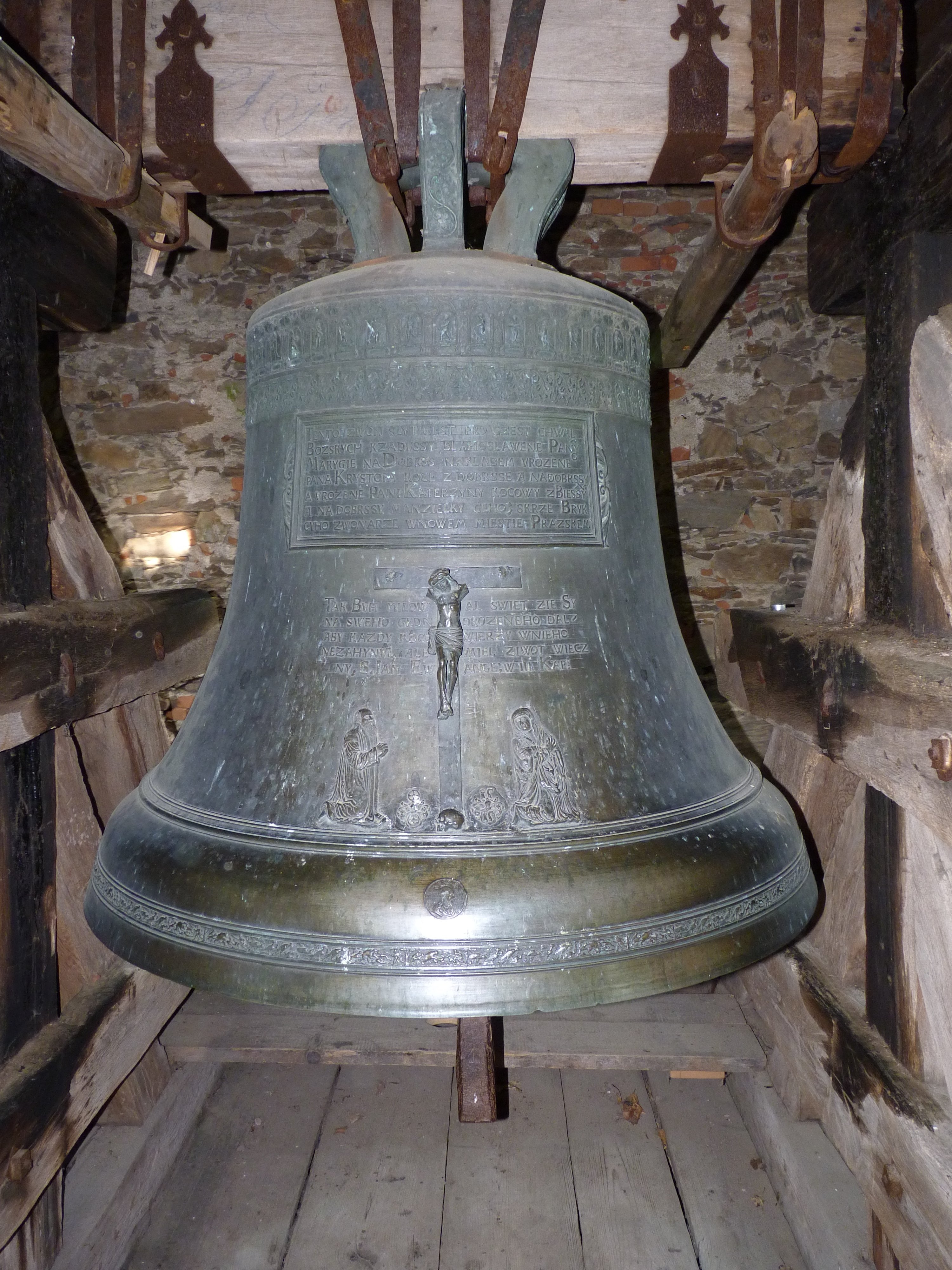
Zvon Maria

Kostel pochází ze druhé čtvrtiny 13. století. Byl postaven v románském slohu; uvádí se, že vznikl v místě bývalého pohanského obětiště. V renesanci byl v roce 1561 stavitelem Tomášem Rossim z Mendrisia  chrámová loď nově zaklenuta. Nad lodí bylo v 19. století dodatečně zbudováno horní patro, ve kterém je velký zvon Maria z roku 1561, zhotovený v dílně pražského zvonaře  Brikcího z Cimperka; tento zvon byl do 19. století umístěn v samostatné dřevěné zvonici východně od kostela, na úpatí návrší. V hranolové románské věži jsou nad sebou umístěny dva menší zvony ze 16. a 17. století.

## Stavební fáze
Kostel sv. Jana a Pavla v Dobrši pochází z poloviny 13. století, přesněji z let 1230–1240. Kostel byl přestavěn v renesanci, kdy v roce 1561 stavitel Tomáš Rossi z Mendrisia přestavěl loď (stejně jako kostel Zvěstování Panny Marie, či Páně, ve vsi) a sklenul ji valenou klenbou s lunetami. Jižní portál kostela koresponduje s portálem zdejšího farního kostela, asi 200 m odtud SZ směrem, který lze patrně klást do přibližně stejní doby, nejspíše do čtvrtého desetiletí 13. století.

## Popis
Kostel má novogotické patro, apsidu, hranolovou věž se sdruženými romanizujícími okénky v západním průčelí. Kostel je zastřešen valbovou střechou. Střechy jsou kryty prejzy. Fasáda kostela je podobná blízkému farnímu kostelu; je hladká, s armováním v nárožích a je horizontálně členěna předsazenou patrovou a korunní římsou. V jižní fasádě je osazen románský ústupkový portál, podobný svým tvaroslovím západnímu portálu farního kostela. Jižní fasáda je v přízemí prolomena nad vstupem kruhovým otvorem a dvěma půlkruhovými úzkými okenními otvory. Fasády nástavby nad patrovou římsou jsou prolomeny hrotitými okenními otvory s dřevěnými žaluziovými okny. Hranolová věž má hladkou fasádu, v patře jsou sdružená okénka a nad nimi otvor pro ciferník hodin. Sdružená okna východní stěny jsou překryta střechou kostela.

## Zařízení
V kapli je rozvilinový oltář se sochami svatých a dvě sochy andělů z doby okolo roku 1700.